# Новоукраїнка (Великоновосілківська селищна громада)
Новоукра́їнка — село Великоновосілківської селищної громада Волноваського району Донецької області в Україні.

## Загальні відомості
Село розташоване на правому березі р. Вовча. Відстань до центру громади становить близько 29 км і проходить переважно автошляхом Т 0518.
Землі села межують із територією с. Дачне Синельниківського району Дніпропетровської області.

## Населення

### Мова
Розподіл населення за рідною мовою за даними перепису 2001 року:
| Мова       | Кількість | Відсоток |
| ---------- | --------- | -------- |
| українська | 34        | 73.91%   |
| російська  | 12        | 26.09%   |
| Усього     | 46        | 100%     |

За даними перепису 2001 року населення села становило 46 осіб, із них 73,91 % зазначили рідною мову українську та 26,09 % — російську.